# Ратви-барели
Ратви-барели (Barel, Pauri, Pawari, Pawri, Rathi, Rathia, Rathwi Bareli, Rathwi Pauri) — бхильский язык, на котором говорят бхилы, проживающие в Индии. Кроме бхилов, языком владеют народы батуди, кори, куй-кхонд, кхарвар, лохара, мальто, махли, мунда, ораон, павария (мусульмане и хинду), пархайя, ратия (хинду) и санталь, которые проживают в тахсилах Равер, Чопда, Яваль округа Джальгаон; в тахсиле Ширпур округа Дхуле на севере штата Махараштра; в городе Ратия-Бхилала округа Южный Джхабуа; в квартале Дахи; в тахсиле Багли округа Девас; в тахсилах Бхагаванпура, Бхикангаон, Джхирния округа Кхаргоне; в тахсилах Барвани, Раджпур, Сендхва округа Барвани, а также в штате Мадхья-Прадеш в Индии. Кроме этого, около 140 человек народа павария также проживает в Непале.

## Диалекты
У диалектов паури-барели и ратви-паури отсутствует взаимопонятность с диалектами бхилори и васави. Диалектный центр — Мадхья-Прадеш, округ Барвани, город Чиклия. Также нет взаимопонятности с диалектами палья-барели и паури-барели. Этот диалект понимает народ ратия-бхилала, проживающий в городе Нимад, в квартале Сондхва округа Джхабуа и бхилы из южной части округа Дхар. Сходство в лексике: 81 %-93 % с диалектами ратви-барели, 67 %-73 % с палья-барели, 68 %-79 % с паури-барели.